# Вогонь Нового Орлеана
«Вогонь Нового Орлеана» (англ. The Flame of New Orleans) — американський художній фільм Рене Клера, що вийшов 1941 року.

## Сюжет
Дія відбувається 1841 року в Новому Орлеані. Співачка та авантюристка Клер Леду (Лілі) одружується з банкіром Чарльзом Жиро. У той же час вона зустрічається з бідним, але привабливим морським капітаном Робертом Латуром.

## В ролях
- Марлен Дітріх / Графиня Клер Ледоукс
- Брюс Кебот / Роберт
- Роланд Янг / Шарль Жиро
- Міша Авер / Золотов
- Енді Девіне / Андрій, перший матрос
- Френк Дженкс / Другий моряк
- Лаура Гоуп / Тітка
- Франклін Панґборн / Белловс
- Тереза Гарріс / Клементіна
- Кларенс Мус / Самуель
- Мелвілл Купер
- Енн Ревір
- Боб Еванс / Вільям
- Емілі Фіцрой
- Вірджинія Сал
- Дороті Адамс
- Ґітта Алпар
- Ентоні Марлове